# Rovte v Selški dolini
Rovte v Selški dolini – wieś w Słowenii, w gminie Škofja Loka. W 2018 roku liczyła 57 mieszkańców.